# Херсонский (Челябинская область)
Херсонский — посёлок в Троицком районе Челябинской области России. Входит в состав Нижнесанарского сельского поселения.

## География
Расположен в юго-западной части района, на берегу р. Чернушки. Рельеф — полуравнина (Зауральский пенеплен); ближайшие выс.— 222 и 239 м. Ландшафт — ковыльно-разнотравная степь с редкими берёзовыми колками.

### Уличная сеть
- Зуктерская улица
- Новая улица
- Центральная улица

## История
Образован в 1961 г. путём слияния населённых пунктов Херсонский, Зуккерский и Ковалёвский
Посёлок вырос на месте хутора Наумовского, построенного в конце XIX века в черте Кособродской станицы.
К начале XX века заселён выходцами с Украины (назван ими в память о малой родине). По данным статистики, в 1900 состоял из 11 дворов. В 1899 близ Херсонского были дача пивовара Я. Л. Зуккера (с 1905 на картах указывалась как хут. Зуккеровский) и хут. Ковалевский.
В 1926 Херсонский зарегистрирован в Берлинском сельсовете Троицкого округа Урал. обл, в нём насчитывалось 12 дворов, 58 жит. (53 украинца и 5 поляков).
В 1930-е гг. организован колхоз «12 лет Октября», зимой 1940/41 — колхоз «Червоний Жовтень» («Красный Октябрь»). Ему принадлежало 2790 га земельных угодий, в том числе пашни — 1633, сенокосов — 423, выгона — 192 га (данные на 1950).
В 1953 «Красный Октябрь» вошёл на правах отделения в состав колхоза «Путь Ленина», в 1959 — колхоза «Путь к коммунизму»; в 1964 объединился с колхозом «Нижнесанарский», в 1970 — с колхозом «Заря».

## Население
| 2002 | 2010 |
| ---- | ---- |
| 222  | ↘179 |

### Историческая численность населения
В 1900 — 61, в 1956—219, в 1959—124, в 1970—209, в 1983—161, в 1995—260)

## Инфраструктура
Личное подсобное хозяйство с зоной сельскохозяйственного использования, индивидуальная застройка усадебного типа.
Основа экономики — сельское хозяйство.
С 1992 на территории посёлка располагается отделение СХПК «Заря».

## Транспорт
Посёлок связан грунтовыми и шоссейными дорогами с соседними населёнными пунктами. Расстояние до районного центра (Троицк) 37 км, до центра сельского поселения (с. Ниж. Санарка) — 12 км.